# Deron Miller
Deron John Miller, född 1976 i Chester, Pennsylvania, USA, amerikansk musiker och låtskrivare. Han är mest känd som den tidigare huvudsångaren och gitarristen i rockbandet CKY, som han var med och grundade 1998.